# ジョン・海山・ネプチューン
ジョン・海山・ネプチューン（ジョン・かいざん・ネプチューン、John Kaizan Neptune、1951年11月13日 - ）は米国出身・日本在住の尺八奏者、製管師（尺八製作者）、作曲家。

## プロフィール
米国カリフォルニア州オークランド出身。高校時代はトランペットを吹き、その後ドラマーとして音楽活動を行っていた。ハワイ大学に進学後、民族音楽を専攻した関係で1973年に尺八を学びに来日し、三好芫山に師事した。いったん学位修得のためにホノルルに戻るが、卒業後の1977年に再度来日、さらなる研鑽を経て尺八都山流師範免許と共に雅号「海山」を授与される。
1979年、アルバム『バンブー・テクスチャーズ』でプロデビュー。翌年の第3作『バンブー』で文化庁芸術祭優秀賞を獲得、ジャズ・アルバムの受賞は前例を見ず、外国人アーティストとしても初であった。
その後も、日本、中国、東南アジア、アメリカ、オーストラリア、ヨーロッパ各国での演奏活動を行い、これまで20枚を超えるアルバムを制作している。現在は千葉県鴨川市に居住し、作曲のかたわら、尺八の製作、改良を続けている。
2019年、息子である映像作家デビット・ネプチューンが監督した、海山の半生を描いたドキュメンタリー映画『海山 たけのおと』が公開された。

## 主な作品
- 五足十三和十八番 FIVE AND THIRTEEN ARE PRIME NUMBERS（箏、尺八）
- 本末 ROOTS AND BRANCHES（尺八四重奏）
- 町へ GOING TO TOWN（箏、三弦、尺八）

## 主なアルバム
- ザ・サークル (1985)
- Jazzen (1987)
- KITE　凧 (1992)
- リバー・リズム (1994)
- Asian Roots　竹竹 (1998)
- トウキョウ・スフィア (1988)

## 著書
- 『尺八 SHAKUHACHI』（英語による教則本）[7]

## 受賞歴
- 1980年 昭和55年度文化庁芸術祭優秀賞（アルバム『バンブー』に対し）[8]